# Reprezentacja Grecji na Mistrzostwach Europy w Wioślarstwie 2007
Reprezentacja Grecji na Mistrzostwach Europy w Wioślarstwie 2007 liczyła 14 sportowców. Najlepszymi wynikami było 1. miejsce w dwójce podwójnej mężczyzn oraz dwójce podwójnej wagi lekkiej kobiet.

## Medale

### Złote medale
dwójka podwójna (M2x): Janis Tsamis, Janis Christu
dwójka podwójna wagi lekkiej (LW2x): Chrisi Biskidzi, Aleksandra Tsiawu

### Srebrne medale
dwójka podwójna wagi lekkiej (LM2x): Dimitris Mujos, Wasilis Polimeros

### Brązowe medale
Brak

## Wyniki

### Konkurencje mężczyzn
- dwójka podwójna (M2x): Janis Tsamis, Janis Christu – 1. miejsce
- dwójka podwójna wagi lekkiej (LM2x): Dimitris Mujos, Wasilis Polimeros – 2. miejsce
- czwórka bez sternika (M4-): Janis Tsilis, Jeorjos Dzialas, Jeorjos Tsiombanidis, Pawlos Gawriilidis – 3. miejsce
- czwórka bez sternika wagi lekkiej (LM4-): Apostolos Kurkumbas, Atanasios Liolios, Ilias Papas, Ewangelos Tsurtsulas – 10. miejsce

### Konkurencje kobiet
- dwójka podwójna wagi lekkiej (LW2x): Chrisi Biskidzi, Aleksandra Tsiawu – 1. miejsce